# Tachosa malagasy
Tachosa malagasy är en fjärilsart som beskrevs av Pierre E.L. Viette 1966. Tachosa malagasy ingår i släktet Tachosa och familjen nattflyn. Inga underarter finns listade i Catalogue of Life.